# Georges Delerue
Georges Delerue, född 12 mars 1925 i Roubaix, död 20 mars 1992 i Los Angeles, var en fransk kompositör av filmmusik, som skapat över 350 melodier för film och TV. Han har vunnit många betydande utmärkelser inklusive Rome Prize (1949), Emmy Award (1968 - Our World), Genie Award (1986 - Sword of Gideon), ACE Award (1991 - The Josephine Baker Story) och Academy Award 1979 för A Little Romance  och nominerats för 4 andra Academy Awards (1969 - Anne of the Thousand Days, 1973 - The Day for Dolphin,  1977 - Julia och 1985 - Agnes of God).
Le Figaro kallade honom 1981 för "filmkonstens Mozart" (Georges Delerue le Mozart des salles obscures)  och Delerue var den första och kanske den enda kompositör som vunnit Cesar Awards tre år i rad, 1979 (Get Out Your Handkerchiefs och A Little Romance), (1980 - Love on the Run) och (1981 - The Last Metro) samt 5 andra Cesar-nomineringar (1977 - Le Grand Escogriffe  och Police Python 357, 1983 - La Passante, 1984 - L'été Meurtrier och 1993 Dien Bien Phu ). Georges Delerue har tilldelats Ordre des Arts et des Lettres, en av Frankrikes högsta utmärkelser. 
Hans karriär var mångsidig och han komponerade ofta för stora avantgardistiska dirigenter, oftast François Truffaut, men även för Jean-Luc Godards film Contempt och Alain Resnais, Louis Malle och Bernardo Bertolucci, förutom att han medarbetat i flera Hollywoodproduktioner som Oliver Stones Plutonen och Salvador.
Han har komponerat musiken till Flemming Flindts balett, Enetime  (The Lesson), baserad på Ionescos pjäs, La Leçon. Under sin 42-åriga karriär har hans talang gjort tjänst i nära 200 spelfilmer, 125 kortfilmer, 70 TV-filmer och 35 TV-serier.
Georges Delerue dog av en hjärtinfarkt vid 67 års ålder, strax efter inspelningen av Rich In Love.  Han är begravd på Forest Lawn Memorial Park, Glendale, Kalifornien.